# Chusquea oligophylla
Chusquea oligophylla är en gräsart som beskrevs av Franz Josef Ivanovich Ruprecht. Chusquea oligophylla ingår i släktet Chusquea och familjen gräs. Inga underarter finns listade i Catalogue of Life.